# Green McCurtain

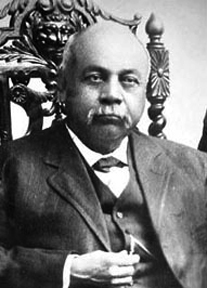
Green McCurtain.

Greenwood "Green" McCurtain, född 28 november 1848 i Skullyville i Indianterritoriet (i nuvarande Oklahoma), död 27 december 1910 i Kinta i Oklahoma, var en amerikansk choctawhövding.
McCurtain valdes till hövding för choctawerna för perioderna 1896–1900 och 1902–1906. Stamstyret i sin gamla form upphörde 1906 och McCurtains efterträdare fick inte tillträda ämbetet 1906. I stället fortsatte McCurtain som hövding med stöd från de amerikanska myndigheterna. På det sättet tjänstgjorde han som hövding fram till sin död.
Orten Panther i Indianterritoriet fick namnet McCurtain 1902 för att hedra hövdingen. Green McCurtain var den tredje valda choctawhövdingen som kom från samma familj. När McCurtain County bildades av en del av det gamla Indianterritoriet 1907, fick countyt i den nya delstaten Oklahoma sitt namn efter familjen.